# Robert Davi
Pour les articles homonymes, voir Davi.

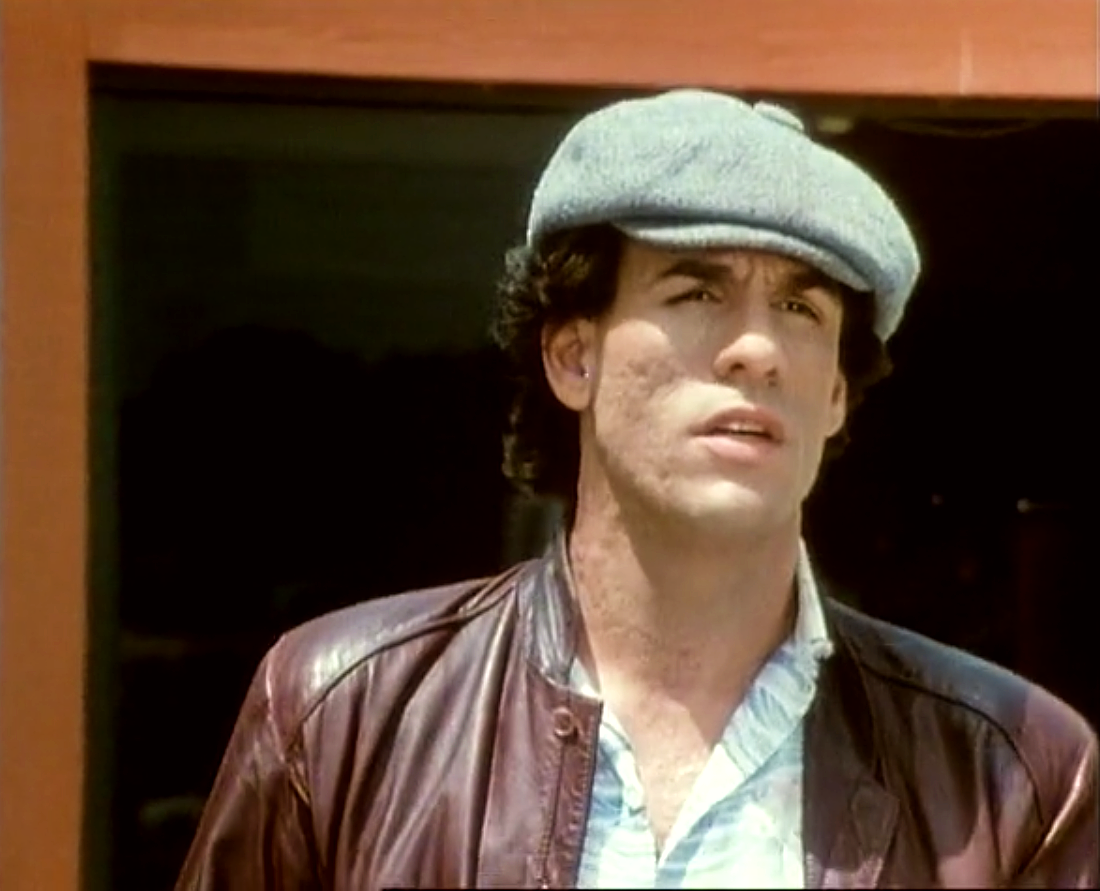
Robert Davi - The Optimist (1983)

Robert Davi, né le 26 juin 1951 dans le quartier d’Astoria, de l’arrondissement du Queens, de New York, dans l'État de New York, aux États-Unis, est un acteur, producteur, réalisateur, scénariste et chanteur américain.
Il est surtout connu pour ses rôles de méchants dans quelques films culte des années 1980 (Les Goonies, Piège de cristal et Permis de tuer).
Il a aussi eu un gros succès en 2012 en donnant une série de concerts où il reprenait toutes les chansons de Frank Sinatra, ayant une voix proche de l’original.

## Biographie

### Jeunesse
Robert Davi est né le 26 juin 1951 ,,, à Astoria, dans le quartier de Queens, de New York, dans l'État de New York, aux (États-Unis).
Il est le fils de Maria (née Rulli) et Sal (Salvatore) Davi. Sa mère était une italo-américaine et son père était né dans le Sud de l'Italie.
Robert Davi parlait italien durant son enfance.

### Études
Il a étudié à Seton Hall, un lycée Catholique à Patchogue (Long Island) à New York. Il est diplômé de l'Université d'Hofstra. Il commence une carrière de chanteur d'opéra avec la Lyrique company dès l'âge de 19 ans et obtient une bourse d'études pour étudier le théâtre à l'université d'Hofstra, et c'est à l'occasion de la fête annuelle qu'il joue dans la pièce de Shakespeare.

### Carrière
Après avoir étudié avec Stella Adler à l'Actors Studio, il se lance dans une carrière professionnelle.
L'acteur enchaîne alors plusieurs rôles à la télévision et commence une carrière de rôle de Méchant, il campe notamment un très expérimenté agent du FBI (mais aidant malgré lui les adversaires de Bruce Willis) dans Piège de Cristal (1988) et un savoureux rival de James Bond, Franz Sanchez dans Permis de tuer (1989) grâce à des dialogues écrits sur mesure et le gangster Jake Fratelli dans le film Goonies (1985). De 1996 à 2000, il incarne l'agent Malone du FBI dans Profiler.
En 2010 il retrouve pour les besoins d'un épisode de la dernière saison de Nip/Tuck l'acteur Julian McMahon avec qui il a joué dans Profiler.

### Vie privée
Marié deux fois, père de cinq enfants, il a joué dans plus de 45 films et téléfilms.

## Filmographie

### Acteur

#### Cinéma
- 1981 : Gangster Wars (en) de Richard C. Sarafian : Vito Genovese
- 1984 : Haut les flingues (City Heat) de Richard Benjamin : Nino
- 1985 : Les Goonies de Richard Donner : Jake Fratelli
- 1986 : Le Contrat (Raw Deal) de John Irvin : Max Keller
- 1987 : Wild Thing de Max Reid : Chopper
- 1988 : Action Jackson de Craig R. Baxley : Tony Moretti
- 1988 : Piège de cristal (Die Hard) de John McTiernan : agent spécial du FBI Johnson (Big Johnson en VO)
- 1988 : Traxx de Jerome Gary : Aldo Palucci
- 1989 : Permis de tuer (Licence to Kill) de John Glen : Franz Sanchez
- 1990 : Peacemaker (en) de Kevin Tenney: le sergent. Frank Ramos
- 1990 : Maniac Cop 2 de William Lustig : Det. Sean McKinney
- 1990 : Predator 2 de Stephen Hopkins : le capitaine Phil Heinemann
- 1990 : Amazone (Amazon) de Mika Kaurismaki : Dan
- 1991 : Under Surveillance de Rafal Zielinski : Frank Terrell
- 1991 : Legal Tender de Jag Mundhra : Fix Cleary
- 1991 : La Prise de Beverly Hills (The Taking of Beverly Hills) de Sidney J. Furie : Robert Masterson
- 1992 : Wild Orchid II: Two Shades of Blue de Zalman King : Sully
- 1992 : Center of the Web : Richard Morgan
- 1992 : Illicit Behavior de Worth Keeter : lieutenant Matt Walker
- 1992 : Christophe Colomb : La découverte (Christopher Columbus: The Discovery) de John Glen : Martin Pinzon
- 1993 : Maniac Cop 3 de William Lustig : Det. Sean McKinney
- 1993 : Night Trap de David A. Prior : Mike Turner
- 1993 : Le Fils de la panthère rose (Son of the Pink Panther) de Blake Edwards : Hans Zarba
- 1993 : Tueuse à gage (Quick) de Rick King : Matthew Davenport
- 1994 : The Dangerous de Rod Hewitt : Billy Davalos
- 1994 : Intervention immédiate (No Contest) de Paul Lynch : le sergent Crane
- 1994 : Blind Justice : Alacran
- 1994 : Les Robberson enquêtent (Cops and Robbersons) de Michael Ritchie : Osborn
- 1995 : Cyber Vengeance de J. Christian Ingvordsen : R. D. Crowley
- 1995 : L'Implacable (Codename: Silencer) de Talun Hsu : Eddie Cook
- 1995 : Showgirls de Paul Verhoeven : Al Torres
- 1995 : Delta of Venus : The Collector
- 1995 : The November Men de Paul Williams : Robert Davi
- 1996 : Absolute Aggression de J. Christian Ingvordsen : R. D. Crowley
- 1996 : For Which He Stands de Nelson McCormick : Carlito Escalara
- 1996 : Zone limite (The Zone) de Barry Zetlin : Rowdy Welles
- 1996 : An Occasional Hell de Salome Breziner : Trooper Abbott
- 1998 : The Bad Pack de Brent Huff : McQue
- 2001 : Chasseurs de démons (Soulkeeper) : Mallion
- 2002 : L'Apprenti-sorcier (The Sorcerer's Apprentice) de David Lister : Merlin / Milner
- 2002 : The 4th Tenor de Harry Basil : Ierra
- 2002 : Une nana au poil (The Hot Chick) de Tom Brady : Stan, April's Dad
- 2002 : Hitters de Eric Weston : Nick
- 2003 : One Last Ride de Tony Vitale : Father
- 2005 : In the Mix de Ron Underwood : Fish
- 2007 : The Dukes de Robert Davi : Danny
- 2008 : An American Carol de David Zucker : Aziz
- 2009 : The Butcher de Jesse V. Johnson : Murdoch
- 2010 : Game of Death de Giorgio Serafini : Smith
- 2011 : Ballistica de Gary Jones : MacArthur
- 2011 : Irish Gangster de Jonathan Hensleigh : Ray Ferritto
- 2013 : The Iceman d'Ariel Vromen : Leo Marks
- 2013 : Blood of Redemption de Giorgio Serafini, Shawn Sourgose : Hayden
- 2014 : Asteroid vs. Earth de Christopher Ray : Général Masterson
- 2014 : Expendables 3 de Patrick Hughes : Goran Vata
- 2015 : The Bronx Bull de Martin Guigui : Aaron Levy
- 2017 : Extrême tension de Luke Goss : Romero
- 2019 : Pistolera de Damian Chapa : Raffaello
- 2021 : Reagan de Sean McNamara : Léonid Brejnev
- 2021 : L'uomo che disegnò Dio de Franco Nero : Fauci

#### Télévision
- 1977 : Contract on Cherry Street (TV) : Mickey Sinardos, Greek hijacker
- 1978 : Drôles de dames (Charlie's Angels) Saison 3, épisode 10 (Mother Angel) : Richie
- 1979 : Ton nom est Jonah (And Your Name Is Jonah) de Richard Michaels (TV) : Dickie
- 1979 : L'Incroyable Hulk S03E04 : Rader
- 1979 : Tant qu'il y aura des hommes (série télévisée) (From Here to Eternity) (feuilleton TV) : garde
- 1979 : The Legend of the Golden Gun (en) (TV) : William Quantrill
- 1980 : The $5.20 an Hour Dream (TV) : Bobby Jim
- 1980 : Rage! (TV) : Resident #1
- 1980 : Alcatraz: The Whole Shocking Story (TV) : Hubbard
- 1981 : Chronique des années 30 (en) ("The Gangster Chronicles") (feuilleton TV) : Vito Genovese
- 1983: The Optimist (TV)
- 1984 : Pour l'amour du risque (TV) : Tony
- 1984-1985 : Agence tous risques (Série TV) : Le Nouveau Shérif (Sheriffs of Rivertown) : ?
- 1988 : Terrorist on Trial: The United States vs. Salim Ajami (TV) : Salim Ajami
- 1989-1990 : un flic dans la mafia. Saison 3.
- 1990 : Erreur parfaite (Deceptions) (TV) : Jack 'Harley' Kessler
- 1991 : White Hot: The Mysterious Murder of Thelma Todd (TV) : Lucky Luciano
- 1996-2000 : Profiler (TV) : agent Bailey Malone
- 1997 : The Beneficiary (TV) : Gil Potter
- 1999 : My Little Assassin (TV) : Frank Sturgis
- 2002 : Les Mystères de Joanne Kilbourn  (Verdict in Blood) (TV) : Wade Waters
- 2004 : Call Me: The Rise and Fall of Heidi Fleiss (TV) : Ivan Nagy
- 2004-2008 : Stargate Atlantis (TV) : Kolya
- 2010 : Nip/Tuck (TV) : le père de Christian
- 2010 : Esprits criminels (TV) : Detective Adam Kurzbard / Detective Eric Kurzbard
- 2011 : Killer Shark de Griff Furst : Shérif Watson
- 2014 : Les Experts : Marvin Braxton (saison 14, épisode 18)
- 2018 : Le 5e Cavalier : Le Pape
- 2019 : Web/Sombre (Série TV) - épisode Chapitre quatre : Dr Vance

#### Jeux vidéo
- 2002 : Grand Theft Auto: Vice City : la voix du colonel Juan Garcia Cortez
- 2004 : Halo 2 : Commandant des SpecOps Elites Rtas 'Vadum
- 2007 : Halo 3 : Commandant des SpecOps Elites Rtas 'Vadum

### Producteur
- 2002 : Hitters

## Voix françaises

### En France
| - Michel Vigné dans : - Rick Hunter (série télévisée) - Action Jackson - Esprits criminels (série télévisée) - Sylvain Lemarié (*1952 - 2023) dans : (les séries télévisées) - Profiler - Le Caméléon - Stargate Atlantis - Jean-Jacques Moreau dans : - The Iceman - Expendables 3 | et aussi - Mario Santini (*1945 - 2001) dans Les Goonies - Georges Berthomieu (*1933 - 2005) dans Le Contrat - Luc Bernard dans Un flic dans la mafia (série télévisée) - Michel Beaune (*1933 - 1990) dans Piège de cristal - Gérard Hernandez dans Permis de tuer - François Jaubert (*1943 - 2017) dans Predator 2 - Daniel Beretta (*1946 - 2024) dans La Prise de Beverly Hills - Pascal Renwick (*1954 - 2006) dans Showgirls - Jean Barney dans Une nana au poil - Patrick Descamps dans In the Mix |